# Tiếng Cao Câu Ly
Tiếng Cao Câu Ly là ngôn ngữ cổ của Vương quốc Cao Câu Ly (37 TCN - 668), một trong những Tam Quốc Triều Tiên. Các sử liệu ban đầu của Trung Quốc ghi rằng nó giống với tiếng Phù Dư, Ốc Trở và Uế, tất cả đều không có dấu tích còn sót lại. Lee Ki-Moon đã nhóm chúng thành nhóm ngôn ngữ Phù Dư.
Bằng chứng cho ngôn ngữ là hạn chế và gây tranh cãi. Bằng chứng được trích dẫn nhiều nhất là phần địa danh trong Tam quốc sử ký, đã được các tác giả khác nhau diễn giải là mang nét Triều Tiên, Nhật Bản, hoặc kết hợp giữa hai loại này. Các tác giả khác cho rằng chúng phản ánh ngôn ngữ của các dân tộc khác ở khu vực miền trung bán đảo Triều Tiên mà Goguryeo chiếm được vào thế kỷ thứ 5.